# 19-й армійський корпус (Третій Рейх)
XIX-й (19-й) армійський ко́рпус (нім. XIX. Armeekorps) — армійський корпус Вермахту за часів Другої світової війни.

## Історія
XIX-й армійський корпус був сформований 1 липня 1939 року у Відні в XVII-му військовому окрузі (нім. Wehrkreis XVII). 16 листопада 1940 корпус переформований на 2-гу танкову групу.

## Райони бойових дій
- Німеччина (липень — вересень 1941);
- Польща (вересень 1939 — грудень 1939);
- Німеччина (грудень 1939 — травень 1940);
- Франція (травень — листопад 1940).

## Командування

### Командири
- генерал танкових військ, з 19 липня 1940 генерал-полковник Гейнц Вільгельм Гудеріан (нім. Heinz Guderian) (1 липня 1939 — 16 листопада 1940).

## Бойовий склад 19-го армійського корпусу
Формування управління, забезпечення та підтримки
- 305-те артилерійське командування (Arko 305),
- 419-те управління корпусного постачання (Korps-Nachschubtruppen 419);
- 80-й корпусний батальйон зв'язку (Korps-Nachrichten-Abteilung 80);

- 2-га танкова дивізія (2. Panzer-Division);
- 4-та танкова дивізія (4. Panzer-Division).

- 3-тя танкова дивізія (3. Panzer-Division);
- 2-га моторизована дивізія (2. Infanterie-Division (mot.);
- 20-та моторизована дивізія (20. Infanterie-Division (mot.);
- навчальний танковий батальйон (Panzer-Lehr-Abteilung).

- 2-га танкова дивізія;
- 2-га моторизована дивізія.

- 1-ша танкова дивізія (1. Panzer-Division);
- 2-га танкова дивізія;
- 10-та танкова дивізія (10. Panzer-Division).

- 39-й моторизований корпус (XXXIX. Armee-Korps (mot.);
  - 1-ша танкова дивізія;
  - 2-га танкова дивізія;
  - 29-та моторизована дивізія (29. Infanterie-Division (mot.);
- 41-й моторизований корпус (XXXXI. Armee-Korps (mot.);
  - 6-та танкова дивізія (6. Panzer-Division);
  - 8-ма танкова дивізія (8. Panzer-Division);
  - 20-та моторизована дивізія.